# 716-os békeszerződés

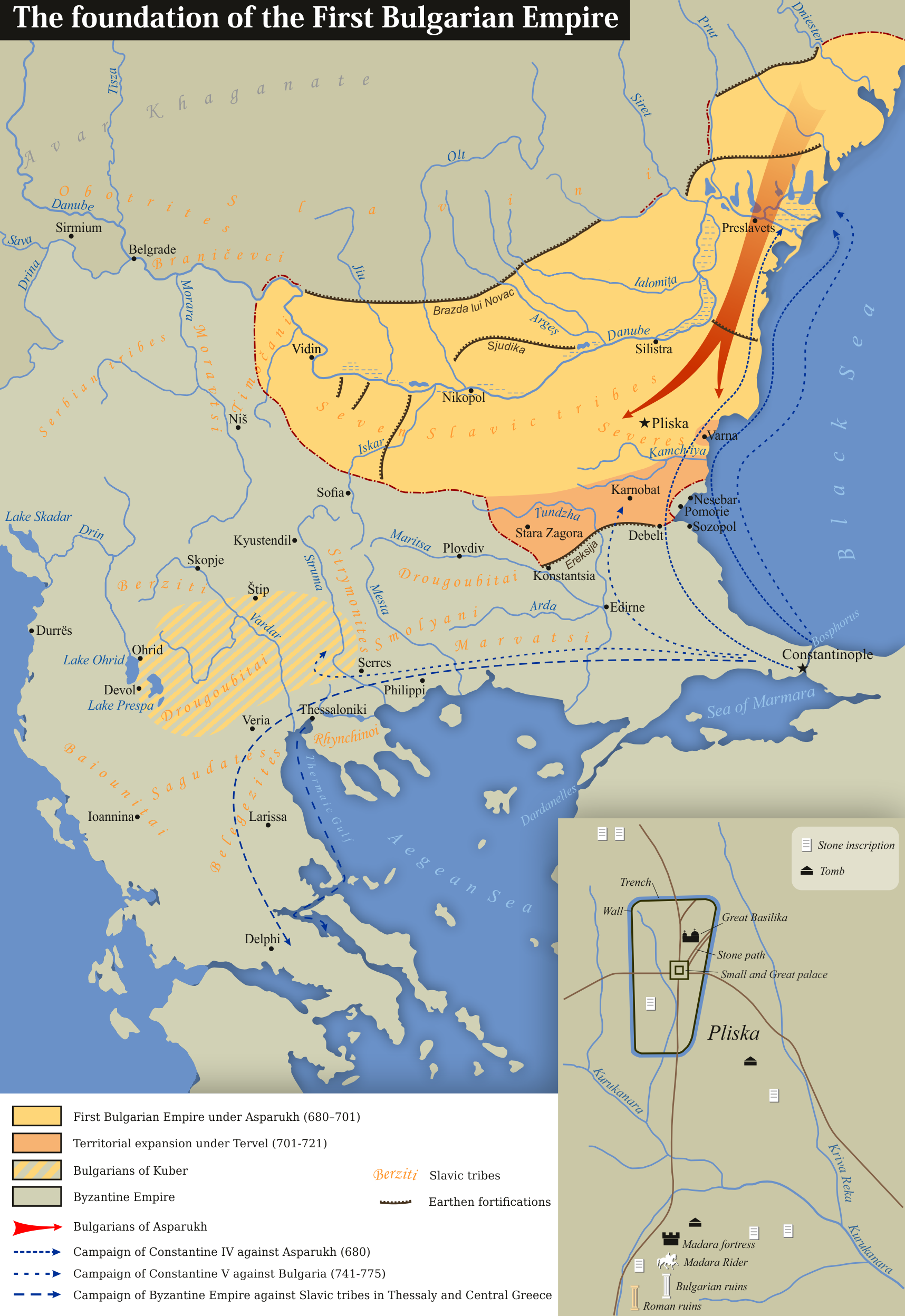
Bulgária és a Bizánci Birodalom 716-ban, a szerződés után

A 716-os békeszerződés egy Bulgária és a Bizánci Birodalom között kötött megállapodás volt. A trónon lévő bolgár kán, Tervel fia, Kormeszj és III. Theodosziosz írta alá.

## Előzmények
705-ben az előzött bizánci uralkodó, II. Justinianus megkérte a bolgár kánt, Tervelt, hogy segítsen neki visszaszerezni a trónt. A bolgárok egy 15 000 fős sereget küldtek, és Justinianus elérte Konstantinápolyt. Tervelt császárrá nevezték ki, nagy mennyiségű aranyat, ezüstöt, ruhákat kapott, valamint megszerezte a Sztara Planinától délre elterülő Zagore régióját. Azonban mihelyst sikerült megszilárdítania helyzetét, megtámadta Bulgáriát, hogy visszaszerezze az elvesztett területeit. Azonban az ankhialoszi csatában vereséget szenvedett, később pedig politikai riválisa letaszította a trónról. Az ellenségeskedés egészen 716-ig tartott, mikor a bolgárok és a bizánciak békeszerződést kötöttek.

## Megállapodások

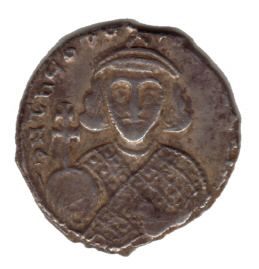
III. Theodosziosz képe

A következők voltak a 716-os békeszerződés főbb pontjai:
- A Bizánci Birodalom elismerte a bolgár határokat, köztük az újonnan megszerzett területeket, Zagorét is. A békeszerződésben megállapított határvonal a két ország között Trákiában Mileoninál indultak. Azonban Mileoni pontos helye a szerződésben nincs meghatározva, de minden bizonnyal egy földrajzi fogalomra utal. Konstantin Josef Jireček szerint Mileoni a Szakar-hegység lábánál fekvő Manastir-fennsíkjának egyik csúcsa lehet.[2] A legmagasabb, 590 méteres csúcson egy tipikus bizánci határerődítmény nyomait lehet megtalálni,[3] s nagyon valószínű, hogy határátkelőként is funkcionált. A határ vonalát egy árok mentén határozták meg, melyet a középkorban "nagy árok néven ismertek". A Mandara körüli lagúnáktól indult északra Debelt romjai felé, s a Marica folyásirányának megfelelően nyugati irányba fordult. Teljes hossza 131 km.
- Bizáncnak a továbbiakban is éves sarcot kell fizetnie Bulgáriának. A 679-ben Aszparuh és IV. Konstantin között létrejött megállapodást itt megerősítették.[4]
- Mindkét fél ígéretet tett arra, hogy kicserélik azon foglyaikat, kiket a törvényes uralkodó elleni összeesküvéssel vádoltak. Ezt a pontot III. Theodosziosz erőltette, mert az ő uralma nem volt stabil, és régebben a bolgárok segítettek a felkelőknek, hogy megszerezzék a birodalmi trónt.
- Javakat csak akkor lehetett exportálni vagy importálni, ha azt állami pecséttel megerősítették. Az iratok nélkül a határon átlépő javakat az állami kincstár javára el lehet kobozni.[5] A bolgár kereskedők hivatalosan is engedélyt kaptak ara, hogy Európa legnagyobb piacán, Konstantinápolyban kereskedhessenek.

## Következmények
A békeszerződés Bulgária érdekeit szolgálta, de a bizánciak számára is életképesnek bizonyult. Ez volt az a szerződés, melynek alapján a bolgárok felszabadító seregeket küldtek Konstantinápoly második arab ostromához, s melynek következtében a város közelében megsemmisítő vereséget mértek az arabokra. 719-ben megvonta a bizánci trón új urától, II. Anasztasziosztól a támogatást. A békeszerződés 756-ig volt érvényben, mikor Kormiszos kán díjat követelt az újonnan megépített bizánci határpontért, de a követ kéréseit visszautasították. Ezzel a bizánci–bolgár háborúk hosszú időszaka vette kezdetét, mikor több mint fél évszázadig elhúzódott. A 792-es, 811-es és 813-as kezdeti bizánci sikerek ellenére nagy vereséget szenvedtek. A 813-as verszinikiai csata előtt egy évvel Krum kán felajánlotta a bizánciaknak, hogy ismét léptessék életbe a 716-os békeszerződést. Azonban mivel a szerződés harmadik pontja előírta a hadifoglyok kicserélést, a bizánciak nem mentek bele a megállapodásba. A bizánciakban még élt a remény, hogy a VII. század második felének számos gyenge és rövid ideig uralkodó bolgár kán után bele tudnak avatkozni a bolgár belügyekbe. Krum halála után egy 815-ben Omurtag bolgár kán és V. Leó bizánci császár egy 30 évig tartó békeszerződést írt alá.

## Fordítás
- Ez a szócikk részben vagy egészben  a   Treaty of 716 című angol Wikipédia-szócikk ezen változatának fordításán alapul.  Az eredeti cikk szerkesztőit annak laptörténete sorolja fel. Ez a jelzés csupán a megfogalmazás eredetét és a szerzői jogokat jelzi, nem szolgál a cikkben szereplő információk forrásmegjelöléseként.